# Kameralherrschaft Laufenburg
Die Kameralherrschaft Laufenburg war ein Territorium im Heiligen Römischen Reich. Sie lag in Vorderösterreich, das zum Herrschaftsgebiet der Habsburger gehörte.

## Geschichte
Die Kameralherrschaft entstand im 15. Jahrhundert und gehörte zu den Breisgauer Landständen. Sie wurde weder vom Adel noch von Prälaten verwaltet, sondern direkt von der Hofkammer. Diese befand sich zunächst in Innsbruck (mit einer Unterinstanz in Ensisheim), nach 1648 in Freiburg im Breisgau. Nach der Reorganisation Vorderösterreichs als eigene Provinz im Jahr 1752 war die Kameralherrschaft dem Oberamt Breisgau unterstellt.
Verwaltungssitz war Laufenburg, eine der vier Waldstädte am Hochrhein. Die Stadt war jedoch nicht Bestandteil der Kameralherrschaft, sondern verwaltete sich selbst und war eigenständiges Mitglied der Landstände. Innerhalb der Kameralherrschaft gab es keine weitere Gliederung.
Mit der Eroberung des Gebiets durch die Franzosen im Jahr 1797 hörte die Kameralherrschaft faktisch auf zu existieren. Rechtlich gesehen endete sie 1802 mit der Gründung des Kantons Fricktal, der ein Jahr später von Napoleon Bonaparte dem Kanton Aargau zugeteilt wurde.

## Umfang
Die Kameralherrschaft Laufenburg umfasste folgende Orte:
- Etzgen
- Gansingen *
- Ittenthal
- Kaisten
- Mettau
- Oberhofen
- Oeschgen **
- Schwaderloch *
- Sisseln
- Sulz
- Unterleibstadt (mit Schloss Bernau) *
- Wil

*  Gerichtsherrschaft im Besitz der Freiherren von Roll zu Bernau

** Gerichtsherrschaft im Besitz der Freiherren von Schönau